# Babice (powiat chrzanowski)
Babice – wieś w Polsce położona w województwie małopolskim, w powiecie chrzanowskim, siedziba gminy Babice.
| SIMC    | Nazwa     | Rodzaj     |
| ------- | --------- | ---------- |
| 0211814 | Bagno     | część wsi  |
| 0211820 | Góra      | część wsi  |
| 0211837 | Podzamcze | część wsi  |
| 0212038 | Włosień   | przysiółek |

## Historia
Pierwsze wzmianki pisane o wsi Babice, zwanej dawniej Babycze, a lub Babicą, pochodzą z pierwszej połowy XIII w. Ok. 1240 r. możnowładca Klemens z Brzeźnicy (mylony w niektórych publikacjach z Klemensem z Ruszczy) podarował tutejsze dobra ziemskie klasztorowi benedyktynek w Staniątkach jako wiano dla swojej córki, która wstąpiła do tegoż klasztoru. Dobra te wraz z wsiami Zagórze i Jankowice oraz zamkiem Lipowiec, nabył od zakonnic biskup Jan Prandota. Wieś Babice aż do rozbiorów należała do klucza lipowieckiego, będącego w posiadaniu biskupów krakowskich. 
W 1808 r. Babice liczyły 83 domy oraz 532 mieszkańców: 130 dzieci, 279 kobiet i 123 mężczyzn. Większość mieszkańców zajmowała się winiarstwem i rzemiosłem.
W 1868 r. dobra w Babicach, położone w powiecie chrzanowskim Królestwa Galicji i Lodomerii, wraz z Lipowcem i dużą ilością lasów kupił od Antoniny z Szybalskich Łąckiej magnat śląski hr. Guido Donnersmarck.
W 1905 r. tutejsze dobra tabularne należały do Stefanii Wysockiej i 1 współwłaściciela.
W 1942 r. Niemcy wysiedlili część mieszkańców wsi, sprowadzając na ich miejsce swoich kolonistów. W dniach 19-25 stycznia 1945 r. w Babicach i najbliższej okolicy Armia Czerwona toczyła z Niemcami ciężkie walki, ponosząc duże straty. Znaczna część gospodarstw w Babicach uległa zniszczeniu. Uszkodzony został też kościół.
W latach 1954–1972 wieś należała i była siedzibą władz gromady Babice. W latach 1945–1975 w województwie krakowskim, epizodyczny okres przynależności do województwa katowickiego w latach 1975–1998, decyzją Edwarda Gierka I Sekretarza PZPR, chcącego osłabić potencjał przemysłowy Krakowa przenosząc najbardziej uprzemysłowione powiaty województwa krakowskiego m.in. do województwa katowickiego, od 1999 Babice powróciły do naturalnych związków z Krakowem stając się częścią województwa małopolskiego.

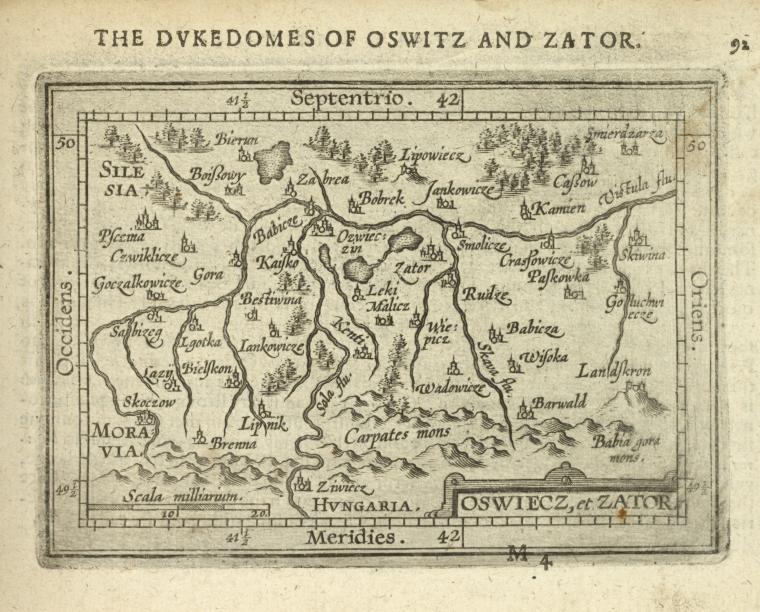
Wieś Lipowiec z zaznaczonym zamkiem na mapie Księstwa Oświęcimskiego i Zatorskiego – mapa Abrahama Orteliusa z 1603

## Zabytki
Obiekty wpisane do rejestru zabytków nieruchomych województwa małopolskiego.
- Kościół pw. Wszystkich Świętych, otoczenie w obrębie ogrodzenia, dzwonnica;
- ruiny zamku Lipowiec.

## Szkoła
W 1817 r. powstała w Babicach szkoła, która początkowo funkcjonowała w prywatnym domu. W 1822 r. wzniesiono budynek szkolny, który w 1909 r. rozbudowano. W czasie I wojny światowej wojska węgierskie urządziły w nim szpital. W 1962 r. powstał nowy budynek tzw. tysiąclatka. W 1980 r. szkoła otrzymała imię Tadeusza Kościuszki, a w 2002 r. sztandar ufundowany przez darczyńców. W 2004 r. Rada Gminy powołała Zespół Szkół w Babicach, w skład którego wchodziło także Gimnazjum im. Marii Skłodowskiej-Curie. 

## Religia
W 1337 r. powstała w Babicach rzymskokatolicka parafia Wszystkich Świętych.
W Babicach ochrzczony został 2 kwietnia 1866 r. Franciszek Hodur.
W drugiej połowie XX w. z parafii w Babicach wyodrębniono samodzielne parafie we wsiach Żarki, Zagórze, Mętków i Kwaczała. Z kolei Spalona i Źródła zostały dołączone do parafii w Alwerni. Powstał też rektorat we wsi Jankowice i kaplica we wsi Rozkochów.
Miejscowość zamieszkują wyznawcy Kościoła rzymskokatolickiego i Świadkowie Jehowy.